# Lydia Woog
Lydia Woog (* 26. April 1913 in Karlsruhe; † 27. April 2003 in Zürich; heimatberechtigt in Seewen) war eine Schweizer Kommunistin, Politikerin und Alpinistin. 

## Leben
Lydia Woog war eine Tochter von Karl Wendelin Scherer, Lithograf, und Louisa Sophie Aeschbach. Sie wuchs in ärmlichen Verhältnissen auf und emigrierte 1930 in die USA. Im Jahr 1933 kehrte sie nach Zürich zurück. 
Als begeisterte Skifahrerin und Alpinistin war sie Mitglied der Naturfreunde und trat 1936 dem Schweizerischen Frauen-Alpenclub bei. 1938 schloss sie sich der Kommunistischen Partei der Schweiz an. Im Jahr 1940 heiratete sie Edgar Woog. Mit ihrem Ehemann führte sie in Zürich die Buchhandlung Stauffacher bis zu deren Schliessung und ihrer beider Verhaftung. 
Im Jahr 1943 eröffnete sie ein Wäsche- und Kleidergeschäft. Dieses musste sie unter dem Druck antikommunistischer Stimmungen nach der Niederschlagung des Ungarnaufstands 1956 schliessen. Als engagierte Kommunistin unternahm Woog von 1935 bis zum Tod ihres Manns zahlreiche Reisen in kommunistische Staaten, in denen sie Verbindungen zu führenden Politikern hatte.